# Zacharias Ursinus
Zacharias Baer (Breslau, 18 de Julho de 1534 — Neustadt an der Haardt, 6 de Março de 1583) foi teólogo, pregador e reformador alemão. Como muitos estudiosos e intelectuais de sua época, criou para si mesmo um nome latino, traduzindo o seu próprio nome família que significa "urso". É conhecido como professor de teologia da Universidade de Heidelberg e inspirador, junto com Caspar Olevian, do Catecismo de Heidelberg.

## Biografia
Aos 15 anos se matriculou na Universidade de Wittenberg, dividindo durante sete anos sucessivos sua habitação com Philipp Melanchthon, o erudito sucessor de Martinho Lutero. Melanchthon admira o jovem Ursino pelos seus talentos intelectuais e sua maturidade espiritual, recomendando-o a outros intelectuais na Europa. Sucessivamente, Ursino estuda junto com alguns baluartes da reforma em Estrasburgo, Basileia, Lausana e Genebra. Estagia em Lyons e Orléans onde desenvolve profunda competência no idioma hebraico.
Retornando a Breslávia, publica um pequeno volume sobre os sacramentos que suscita a ira dos luteranos que o acusam de ser mais calvinista do que luterano. A virulenta reação dos opositores de Breslávia conseguem expulsá-lo para a cidade de Zurique, onde ele se torna amigo de Pietro Martire Vermigli, reformador italiano.
Em 1561, graças às recomendações de Vermigli, Frederico III, Eleitor Palatino o nomeia professor do "Collegium Sapientiae" da Universidade de Heidelberg, onde, incumbido pelo príncipe eleitor, termina o Catecismo de Heidelberg em cooperação com Olevian. A morte de Frederico III resulta na remoção de Ursinus, que ocupará uma cátedra em Neustadt de 1578 até sua morte, ocorrida em 1583.
Suas obras foram publicadas entre 1581 e 1598 e, em uma edição mais completa, em 1612, aos cuidados de seu filho e de dois de seus discípulos David Pareus (1548-1622) e Quirinus Reuter (1558–1613).

## Publicações
- Admonitio Christiana, 1581
- Antwort Josue Lagi Pomerani, dieners des worts Gottes zu Heidelberg, Auff ... - 1565
- Catechesis - 1585
- Corpus doctrinae christinae, ecclesiarum papatu reformatorum studio D. Parei - 1621
- Corpus doctrinae Orthodoxae Sive Catecheticarum Explicationum D. Zachariae ... - 1612
- De Libro Concordiae quem vocant, A quibusdam Theologis, nomine quorundam ... - 1581
- Doctrinae Christianae Compendium, Seu, Commentarii Catechetici, Ex Ore D ... - 1584
- Explicationum catecheticarum ... absolutum opus David Pareus, - 1598
- „Theses de sacramentis“ - 1559
- Zachariae Ursini, Vratislauiensis Tractationum theologicarum volumen secundum, quo continentur I. Commentarius in Iesaiam, II. Refutatio catechismi anabaptistici et samosatenici, Cracouiae editi. III. Responsio ad argumenta Martini Kemnicij Titelmanni Heshusij ... theses Iacobi Rungij ..., Neustadij Palatinorum, 1589 (Neostadij Palatinorum : typis Mattaei Harnisii, 1599).